# رومن لومارشان
رومن لومارشان (انگلیسی: Romain Lemarchand؛ زادهٔ ۲۶ ژوئیهٔ ۱۹۸۷) دوچرخه‌سوار اهل فرانسه است.
از باشگاه‌هایی که در آن بازی کرده‌است می‌توان به سن میشل–اوبر۹۳، آژ۲آر لا موندیال، تیم دوچرخه‌سواری کوفیدیس، تیم دوچرخه‌سواری کولت انرژی، تیم دوچرخه‌سواری اشتاتینگ سرویس گروپ، و دلکو–مارسی پوونس کی‌تی‌ام اشاره کرد.